# Padec fašizma v Italiji
Padec fašističnega režima v Italiji, ki je v Italiji znan tudi kot 25. julij, se je zgodil kot posledica vzporednih načrtov, ki sta jih vodila Dino Grandi in kralj Viktor Emanuel III. spomladi in poleti 1943 za izhod iz vojne.

## Ozadje
Proti koncu leta 1942 je bila Kraljevina Italija v velikih finančnih, socialnih in vojaških težavah. Izredno negativen državni proračun, inflacija, postopno nižanje plač in pomanjkanje osnovnih živil so porazno vplivali predvsem na nižje sloje prebivalstva. Poleg tega so se tudi začela zavezniška bombardiranja in nastala je stanovanjska stiska. Od marca dalje so se vrstile stavke na severu države. Že februarja je režim doživel popoln vojaški poraz na vzhodni fronti, kjer je ARMIR utrpel skoraj 85 tisoč žrtev. Maja so se predale tudi italijanske čete v Tunisu, zadnjem oporišču sil osi v Afriki.
Ti problemi so narekovali potrebo po korenitih političnih spremembah. Kraj Viktor Emanuel III. je začel razgovore s političnimi predstavniki, ne da bi o tem obvestil fašistične oblasti. Pogovorov so se udeležili med drugimi nekdanji liberalci Vittorio Emanuele Orlando in Ivanoe Bonomi (oba bivša ministrska predsednika) ter Carlo Sforza (bivši zunanji minister); politične stranke so predstavljali demokristjan Alcide De Gasperi, liberalec Luigi Einaudi, monarhist Enrico Caviglia in voditelja GL Ugo La Malfa in Adolfo Tino. Načelnik policije Carmine Senise je skrbel za varnost in tajnost teh pogovorov.  Podobne tajne stike so imeli tudi kraljevi sorodniki in maršal Pietro Badoglio, ki so skušali pridobiti Britance za sklenitev tako imenovanega “ločenega miru”, to je miru med Zavezniki in ne-fašistično kraljevino.
Mussolini je poznal dejansko stanje v državi in je bil večkrat obveščen o dogajanjih, vendar je nadaljeval z dotedanjimi optimističnimi predvidevanji; zaskrbljenim sodelavcem je svetoval, naj ne berejo toliko kriminalk. Nekateri moderni zgodovinarji so mnenja, da je na nek način celo priznal zavest, da se njegova avantura bliža koncu in da ne vidi izhoda iz zagate: to naj bi se izkazalo s politiko zadnjega obdobja, ko je popolnoma obnovil poslansko zbornico (februarja 1943) in ko je odstavil načelnika policije (aprila 1943), pa tudi s poznejšim pasivnim zadržanjem v pogovorih s Hitlerjem in s svojim neurejenim zadnjim nagovorom prebivalstvu (junija 1943).

## Dino Grandi
Vsi kraljevi pogovori so ostali le na ravni mnenj in ugibanj, ker se kralj ni odločil za konkretne posege v politiko. To je končno storil Dino Grandi, eden od najožjih sodelavcev Mussolinija in njegov najverjetnejši naslednik. Dne 4. junija ga je kralj sprejel na pogovor, vendar ni odobril njegovega programa, ki je v bistvu vseboval le dve točki, in sicer aretacijo Mussolinija in napad na Nemce. Kralj je samo poudaril, da osebno nima vpliva na Visoki fašistični svet, ki bi edini lahko nastopil proti Mussoliniju in da italijanska vojska ni dovolj močna, da bi se spoprijela s Tretjim Rajhom. Grandi je razumel, da se kralj sicer strinja z njim, a da ne bo napravil prvega koraka, zato se je odločil, da bo postopal brez njegove vednosti. Ko je skupina fašističnih hierarhov zahtevala izredno sklicanje Visokega fašističnega sveta za razpravo o zavezniški invaziji na Sicilijo, je Grandi stopil v stik z njimi in jih obvestil o svojem namenu. Dan pred zasedanjem skupščine je celo obvestil samega Mussolinija, da namerava zahtevati njegov odstop in aretacijo. Grandijev dnevnik prinaša sledeči opis pogovora: 
“Mussoliniju sem povedal vse. … napovedal sem mu, kaj bom rekel in storil v Svetu, rotil sem ga, naj spontano izroči kralju vso civilno in vojaško oblast, kar je edina možna pot do zaključitve vojne ob popolnem upoštevanju ustave. … Pričakoval sem ostro Mussolinijevo reakcijo. Pa je ni bilo. Ni prekinil mojega govora, upiral je vame temačen pogled in se nervozno poigraval s svinčnikom. Nato me je Duce, po zavrnitvi mojih predlogov, odslovil z “nasvidenje pojutrišnjem v Visokem Svetu”. …Palačo Venezia sem zapustil z žalostjo v srcu. Ostala mi je samo možnost, da stvar izpeljem do konca.”

## Padec fašizma
Na zasedanju Visokega fašističnega sveta 25. julija 1943 je Dino Grandi spremenil predvideni dnevni red in predložil svojega, ki je v glavnem predlagal Mussolinijev odstop, saj je izjavljal, da “je potrebna takojšnja obnovitev vseh državnih funkcij, tako kraljevih, Visokega Sveta, vlade, parlamenta in korporacij” in je pozival kralja, “naj prevzame oblast nad oboroženimi silami”. Po raznih interpelacijah in razpravah so sledile volitve: 19 hierarhov je odobrilo Grandijev predlog, 8 ga je zavrnilo, 1 glas je bil vzdržan. Po mnenju nekaterih zgodovinarjev, dober del volivcev ni razumel, da gre za padec diktature. Mislili so, da je namen izjave razbremenitev Mussolinija odgovornosti za možen negativni izid vojne, oziroma moralna prisila kralja, da prevzame to odgovornost.
Naslednjega dne je bil Mussolini aretiran; njegove funkcije je prevzel maršal Pietro Badoglio, ki je še isti večer zagotovil, da se vojna nadaljuje, in je odredil vojaški nadzor vsakdanjega življenja, torej vojno stanje. Izrecno je bila poudarjena dolžnost vsakega vojaka, da “strelja v človeka” brez predhodnega opomina. To je kaj kmalu prišlo do izraza pri stavkah in protestih, ki so sledili 25. juliju: v naslednjih petih dneh je ob nastopih policije in vojske bilo ubitih 83 oseb, ranjenih 308, aretiranih okoli 1500.

## Premirje v Cassibilu
V naslednjih dneh se je vlada začela pogajati z Zavezniki za premirje, kar je dne 3. septembra privedlo do podpisa sporazuma, o katerem se še danes razpravlja, če je šlo za premirje ali za predajo. Vsekakor je to bil prvi nastop italijanskih oblasti po padcu fašizma. Naslednja poteza je bila vojna napoved Nemčiji, ki se je zgodila 13. oktobra, s čimer se je Italija postavila na stran Zaveznikov.

## Zadnje obdobje fašizma
Mussolinija so nemške čete osvobodile 12. septembra. Po dveh dneh razgovorov s Hitlerjem je Mussolini stopil v stik s pripadniki MVSN (črnosrajčniki), ki so mu po septembrskem premirju ostali zvesti. Že 17. je Mussolini razglasil nastanek nove fašistične države, Italijanske socialne republike, v kraju Salò. Ta je trajala do 25. aprila 1945, ko je Mussolini razrešil dolžnosti vlado in razpustil vojaške čete. Z njegovo smrtjo 28. aprila je Italijanska socialna republika razpadla. Povojna Republika Italija je v ustavodajni listini prepovedala vsako obliko fašizma, kar je potrdil zakon 645 z dne 20. junija 1952.